# Lassie Lou Ahern
Lassie Lou Ahern (ur. 25 czerwca 1920 w Los Angeles, zm. 15 lutego 2018 w Prescott) – amerykańska aktorka dziecięca.